# Браун, Джасмин Савой
Джасмин Савой Браун (род. 21 марта 1994) — американская актриса. Появлялась в драматическом сериале HBO «Оставленные» (2015—2017), юридическом драматическом сериале ABC «Для людей» (2018—2019) и психологическом драматическом сериале Showtime «Шершни» (2021-настоящее время).
Браун также снималась в фильмах «Звуки насилия» (2021) и «Крик» (2022). С неё (движения и голос) был смоделирован персонаж Фина Мейсона / Тинкерера в видеоигре «Человек-паук: Майлз Моралес» (2020).

## Ранние годы
Браун родилась в Аламеде, штат Калифорния, и выросла в Спрингфилде, штат Орегон. В четыре года сыграла свою первую роль в церковном мюзикле, который пробудил в ней любовь к выступлениям. В детстве она участвовала в многочисленных мюзиклах и была членом различных музыкальных клубов, хоров и групп, в том числе Орегонского университета, Портландского шекспировского проекта, Орегонского детского хора и ряда других. После школы Браун переехала в Портленд, штат Орегон, чтобы заняться актёрским мастерством.

## Карьера
Браун начинала с второстепенных ролей в таких сериалах, как «Гримм» на NBC и «Фостеры» на Freeform. Затем она снялась в сериалах «Кэмп Харлоу» и «Забытый герой», а также была приглашенной звездой в сериале NBC «Бруклин 9-9».
В 2015 году Браун получила роль Эванджелин «Иви» Мерфи во 2 и 3 сезонах сериала HBO «Оставленные»/ Иви — дочь Эрики и Джона, которая пропала без вести со своими друзьями после землетрясения/ После «Оставленных» Браун получила роль Нины (новой девушки Кэмерона) в «Сшивателях» от Freeform.
Браун продолжила играть постоянного персонажа Эмилию Бассано в драматическом сериале TNT «Уилл», в котором рассказывалась история Уильяма Шекспира. Эмилия была музыкантом, поэтом и писателем, которая впоследствии стала первой женщиной-профессиональным английским поэтом и считалась «Тёмной леди» в сонетах Уилла.
Браун регулярно появляется в драме Shondaland Для людей на канале ABC.
За две недели до премьеры Для людей Браун подписала контракт с ICM Partners.
В сентябре 2020 года Браун получила роль Минди Микс-Мартин в пятом фильме франшизы «Крик», который сняли Мэтт Беттинелли-Олпин и Тайлер Джиллетт. Фильм вышел 14 января 2022 года.
Она также выпустила как минимум две песни; «Orange Win» и «goddamnit» на YouTube.

## Личная жизнь
Браун идентифицирует себя как квир и лесбиянку, а также является двухрасовой женщиной.

## Фильмография

### Фильм
| Год  | Заголовок               | Роль              | Заметки |
| ---- | ----------------------- | ----------------- | ------- |
| 2014 | Детка                   | Музыкальный Малыш |         |
| 2014 | Хранитель записей       | Терпение          |         |
| 2014 | Кэмп Харлоу             | Эмили             |         |
| 2014 | Забытый герой           | Анна              |         |
| 2017 | Десятидолларовая купюра | Стефани           |         |
| 2017 | Лейн 1974               | Пума              |         |
| 2017 | Новый сингл             | Тейлор Туринг     |         |
| 2021 | Звук насилия            | Алексис Ривз      |         |
| 2022 | Крик                    | Минди Микс-Мартин |         |
| 2023 | Крик 6                  | Минди Микс-Мартин |         |
| 2026 | Крик 7                  | Минди Микс-Мартин |         |

### Телевидение
| Год                    | Заголовок                          | Роль                        | Заметки                                                |
| ---------------------- | ---------------------------------- | --------------------------- | ------------------------------------------------------ |
| 2013                   | Гримм                              | Молодая женщина             | Эпизод: «Блюдо, которое лучше всего подавать холодным» |
| 2013                   | Фостеры                            | Сплетница # 2               | Эпизод: «Дети в зале»                                  |
| 2014                   | Бруклин 9-9                        | Ава Уотсон / Ребекка Лаббок | Эпизод: «Крот»                                         |
| 2015—2017              | Оставленные                        | Эванджелин Мёрфи            | 8 эпизодов                                             |
| 2016                   | Сшиватели                          | Нина                        | 7 серий                                                |
| 2016                   | Прежде чем ты скажешь, что я делаю | Ханна                       | Телевизионный фильм                                    |
| 2017                   | Анатомия страсти                   | Аманда Джозеф               | Эпизод: «Можешь посмотреть (но лучше не трогать)»      |
| 2017                   | Уилл                               | Эмилия Бассано              | 5 серий                                                |
| 2018-2019 гг.          | Для людей                          | Эллисон Адамс               | 20 серий                                               |
| 2018                   | Любовь                             | Энни                        | 3 серии                                                |
| 2018                   | Lego Star Wars                     | Лена Фримейкер              | 2 серии Голос                                          |
| 2021                   | Крайний космос                     | Эвра                        | Эпизод: «Прощение» Голос                               |
| 2021 — настоящее время | Шершни                             | Таисса Тернер               | 10 серий Главная роль                                  |

### Видеоигры
| Год  | Заголовок                 | Роль                    | Заметки                 |
| ---- | ------------------------- | ----------------------- | ----------------------- |
| 2019 | Wolfenstein: Youngblood   | Эбби «Супер Спеш» Уокер | Голос и захват движения |
| 2020 | Spider-Man: Miles Morales | Фин Мейсон / Тинкерер   | Голос и захват движения |